# Miré
Miré ist eine französische Gemeinde mit 1.050 Einwohnern (Stand: 1. Januar 2022) im Département Maine-et-Loire in der Region Pays de la Loire. Sie gehört zum Kanton Tiercé im Arrondissement Segré. Die Einwohner werden Miréens genannt.

## Geografie
Miré liegt an der Grenze zum Département Mayenne, etwa 37 Kilometer nordnordöstlich von Angers in der Landschaft Segréen am Flüsschen Baraize. Umgeben wird Miré von den Nachbargemeinden Saint-Denis-d’Anjou im Norden und Nordosten, Morannes sur Sarthe-Daumeray im Osten, Les Hauts-d’Anjou im Süden sowie Bierné-les-Villages im Westen und Nordwesten.

## Bevölkerungsentwicklung
| Jahr                       | 1962 | 1968 | 1975 | 1982 | 1990 | 1999 | 2006 | 2013 | 2022 |
| -------------------------- | ---- | ---- | ---- | ---- | ---- | ---- | ---- | ---- | ---- |
| Einwohner                  | 644  | 741  | 961  | 1035 | 958  | 969  | 960  | 1056 | 1050 |
| Quellen: Cassini und INSEE |      |      |      |      |      |      |      |      |      |

## Sehenswürdigkeiten
- Dolmen de la Maison des Fées, seit 1911 Monument historique
- Kirche Saint-Mélaine, seit 1984 Monument historique
- Schloss Le Port de Miré mit Kapelle aus dem 18. Jahrhundert
- Schloss Vaux, seit 1977 Monument historique
- Haus und Domäne Crémaillé la Roche aus dem 15. Jahrhundert, seit 1996 Monument historique

Siehe auch: Liste der Monuments historiques in Miré

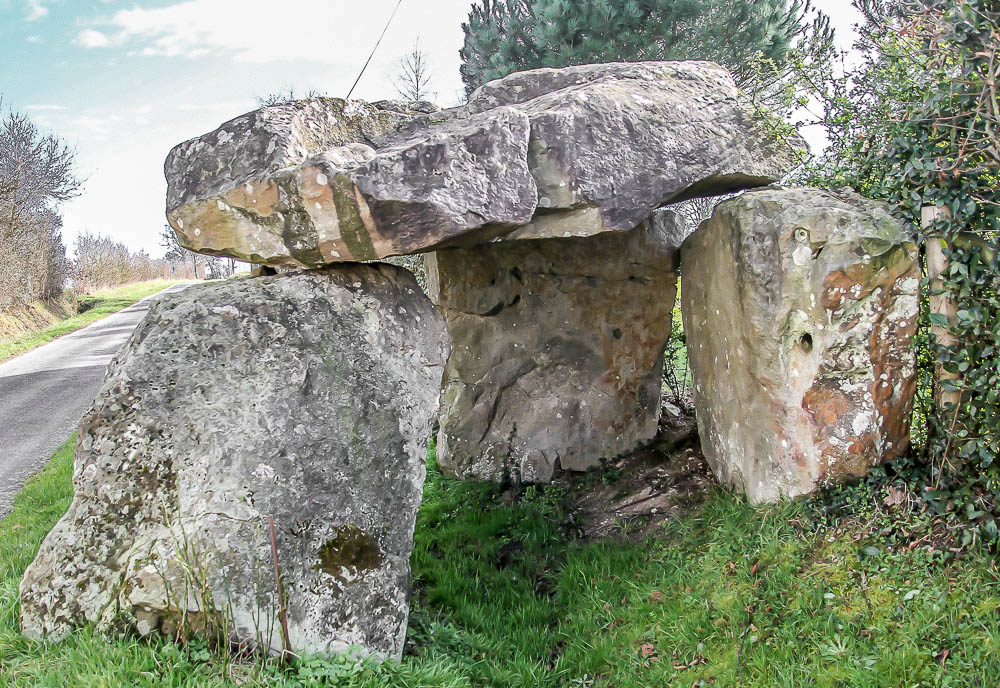
Dolmen La Maison des Fées
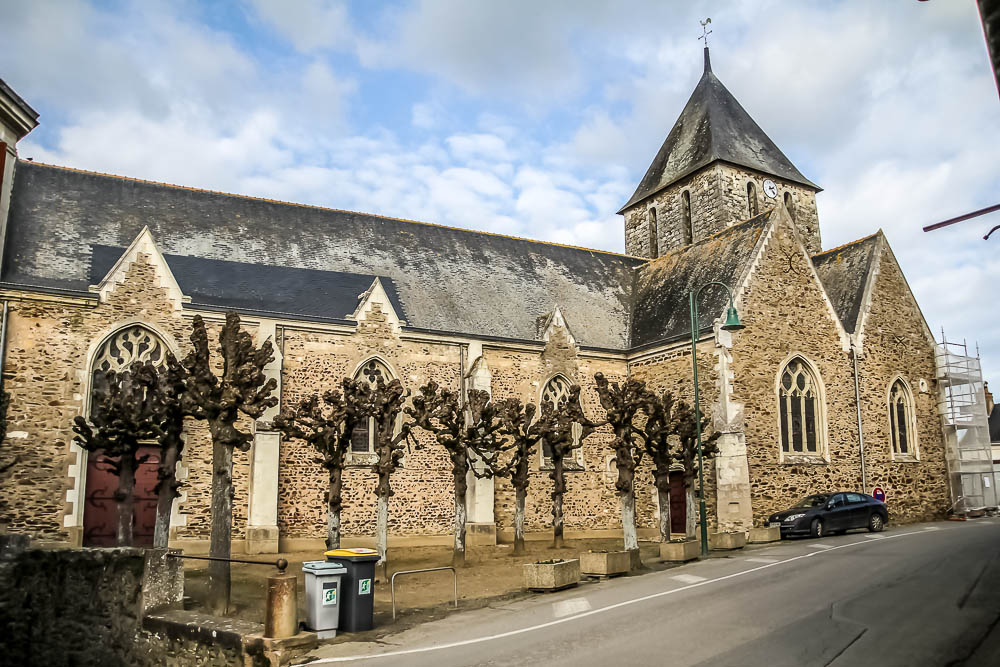
Kirche Saint-Mélaine
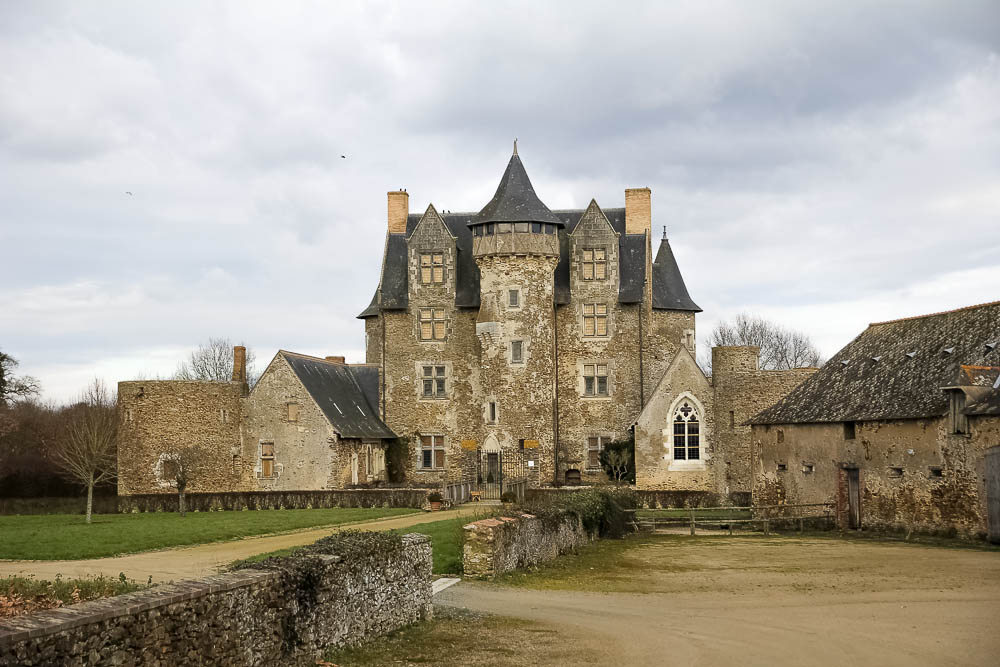
Schloss Vaux
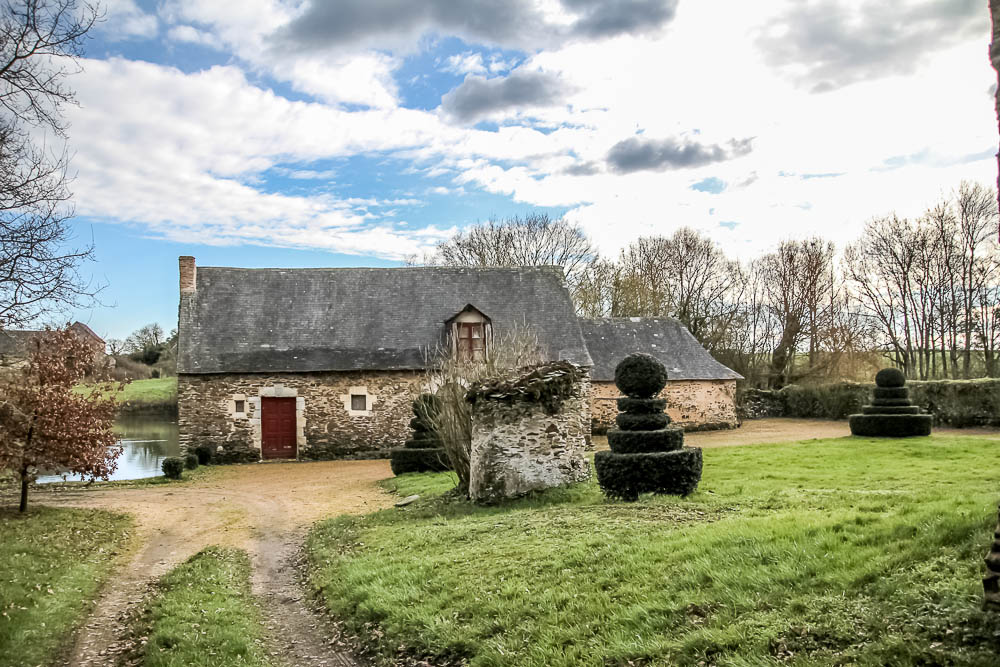
Haus Crémaille la Roche